# Famicom Wars
Famicom Wars (ファミコンウォーズ?, Famikon Wōzu) è un videogioco strategico militare a turni. Sviluppato da Intelligent Systems, è uscito in Giappone il 12 agosto 1988 per Famicom.  È il primo episodio della serie Nintendo Wars.

## Modalità di gioco
Il gioco si sviluppa in 17 mappe: 15 dove il giocatore può decidere di essere Stella Rossa o Luna Blu (i due schieramenti) e 2 segrete, sbloccabili dopo aver completato le alte 15 mappe come intera nazione.

## Giochi correlati
Il gioco non è uscito fuori dal Giappone sino a quando nel 2006 non venne tradotto da dei fans. Di conseguenza è poco popolare fuori dal paese d'origine, dove ha molti appassionati. La serie è poi divenuta famosa in Occidente con l'uscita di Advance Wars.
Il gameplay a turni è molto simile a quello visto nella serie Fire Emblem, sviluppata anch'essa da Intelligent Systems.
Seguiti di Famicom Wars sono usciti per Game Boy, Game Boy Color, Super Famicom, Game Boy Advance e Nintendo DS.
Mappe di questo gioco e di Super Famicom Wars sono state poi incluse in Advance Wars, Advance Wars 2: Black Hole Rising, Advance Wars: Dual Strike e nell'ultimo gioco uscito, Advance Wars: Days of Ruin.
Cinque soldati del gioco appaiono in Captain Rainbow per Wii, dove vogliono diventare campioni di pallavolo.